# Drübeck
Drübeck est un village de la Saxe-Anhalt appartenant à la municipalité d'Ilsenburg dans l'arrondissement du Harz. Il est célèbre pour son abbaye de Drübeck, fondée par les bénédictines au Xe siècle. Sa population au recensement du 31 décembre 2007 était de 1 497 habitants.

## Illustrations

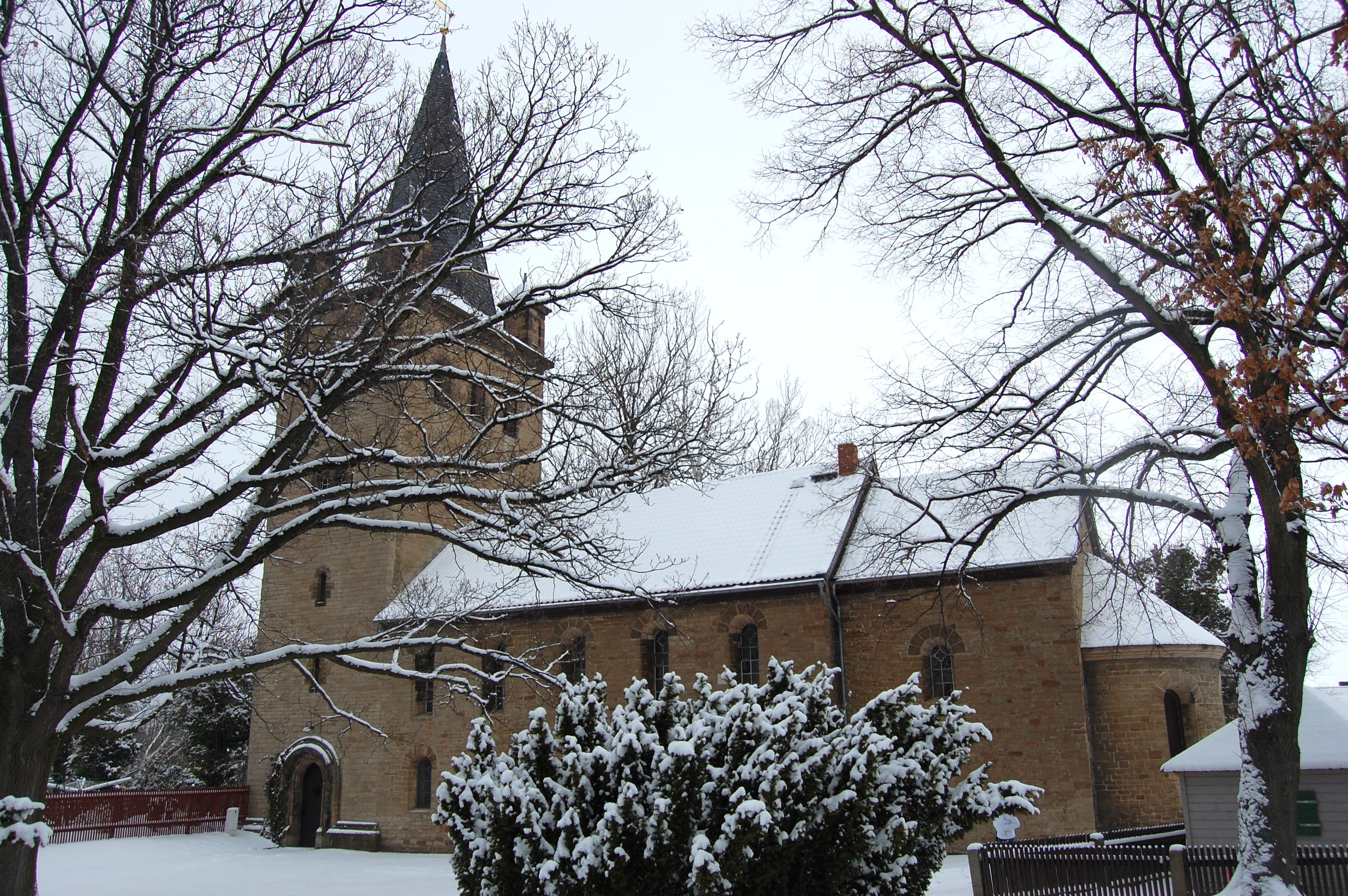
Vue de l'église luthérienne-évangélique Saint-Barthélémy de Drübeck, construite en 1880-1890, à l'emplacement de celle datant du Moyen Âge
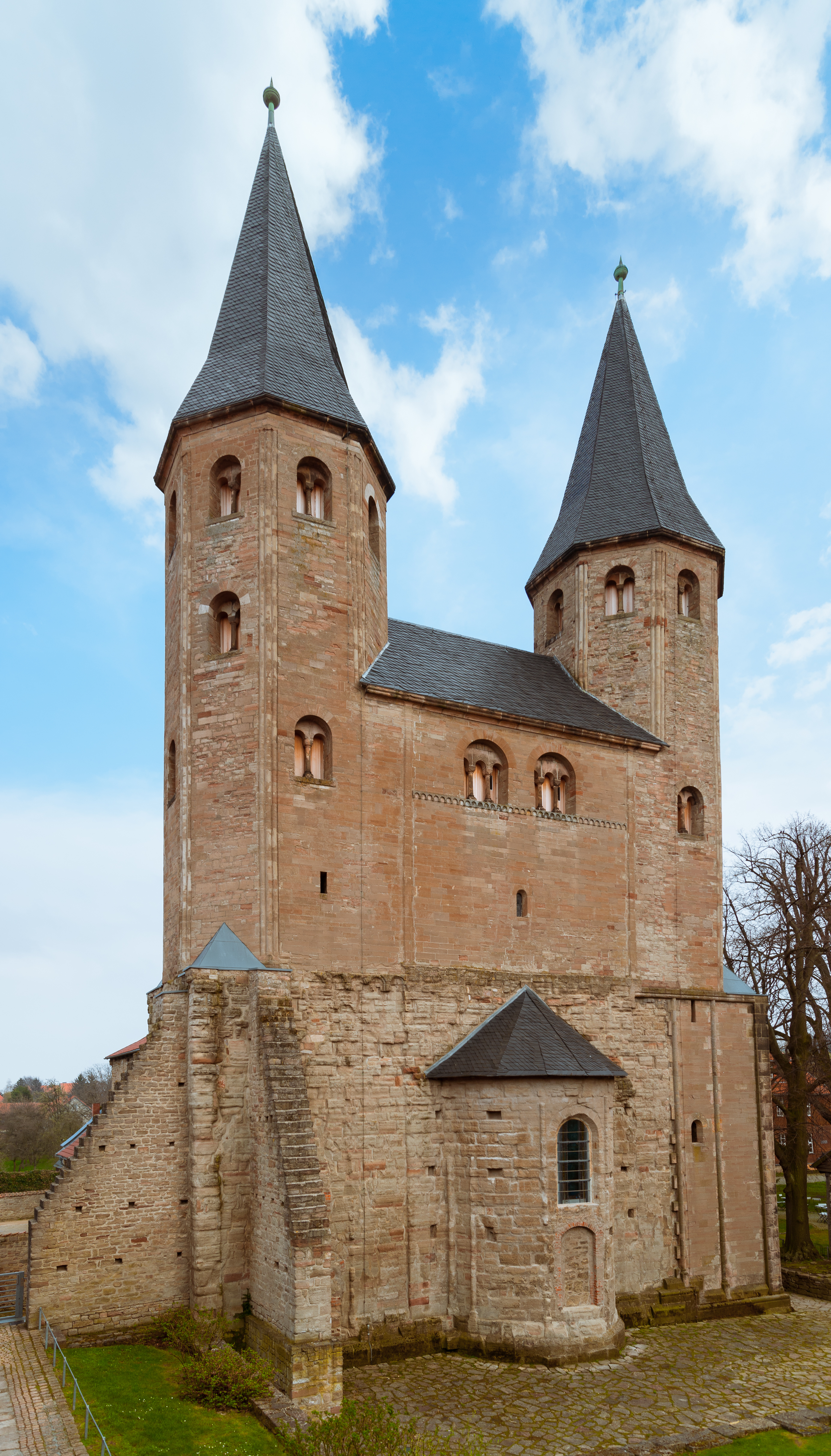
Vue des tours de l'abbatiale